# Eria micholitziana
Eria micholitziana är en orkidéart som beskrevs av Friedrich Fritz Wilhelm Ludwig Kraenzlin. Eria micholitziana ingår i släktet Eria och familjen orkidéer. Inga underarter finns listade i Catalogue of Life.